# Nadjezierze (rejon postawski)
Nadjezierze – dawna kolonia i folwark. Tereny na których leżały, znajdują się obecnie na Białorusi, w obwodzie witebskim, w rejonie postawskim, w sielsowiecie Wołki.
Nazwa dawniej używana – Nadozierce lub Nadozierze.

## Historia
W czasach zaborów w granicach Imperium Rosyjskiego.
W dwudziestoleciu międzywojennym kolonia i folwark leżały w Polsce, w województwie wileńskim, w powiecie duniłowickim (od 1926 postawskim), w gminie Duniłowicze a następnie w gminie Norzyca.
Według Powszechnego Spisu Ludności z 1921 roku (spisano łącznie kolonię i folwark) zamieszkiwało tu 15 osób, wszystkie były wyznania rzymskokatolickiego. Jednocześnie 11 mieszkańców zadeklarowało polską przynależność narodową a 4 białoruska. Były tu 4 budynki mieszkalne. W 1931 w kolonii Nadjezierze w 3 domach zamieszkiwało 16 osób, folwark zaś liczył 10 mieszkańców i 1 dom.
Miejscowość należała do parafii rzymskokatolickiej w Duniłowiczach i prawosławnej w Norzycy. Podlegała pod Sąd Grodzki w Duniłowiczach i Okręgowy w Wilnie; właściwy urząd pocztowy mieścił się w Łasicy.
W 1938 roku miejscowości należały do gromady Darewo gminy Norzyca.